# Kyūshū J7W Shinden

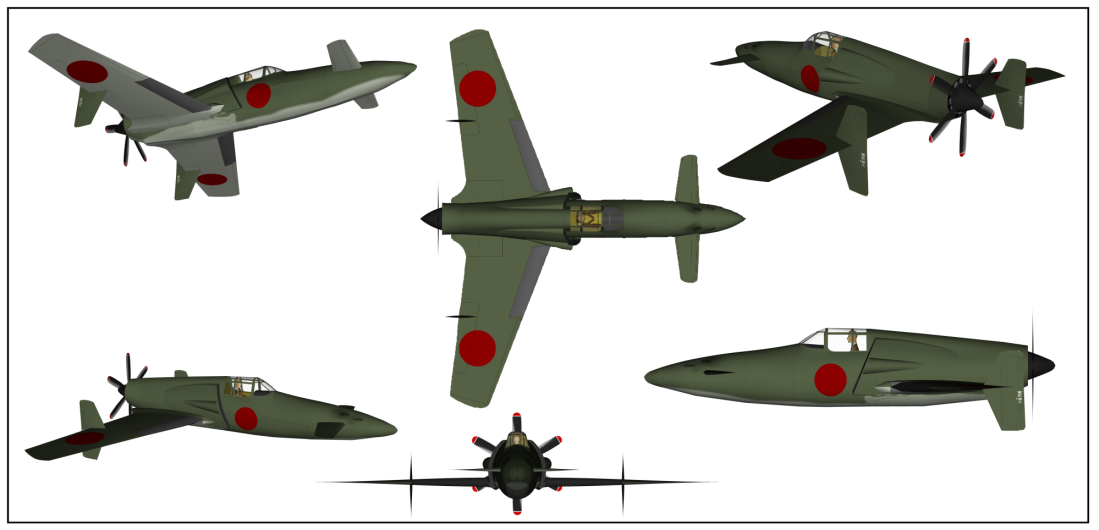
Vista da diversi angoli dello J7W1.

Il Kyūshū J7W1 Shinden (震電?, lett. "Fulmine glorioso") era un caccia intercettore monomotore realizzato dall'azienda giapponese Kyūshū Hikōki Kabushiki Kaisha nella prima parte degli anni quaranta e rimasto allo stato di prototipo.
Caratterizzato da un aspetto anticonvenzionale, adottava una configurazione alare canard ed un impianto propulsivo in configurazione spingente con il motore collocato sulla parte posteriore della fusoliera.
Realizzato per dotare la marina imperiale di un intercettatore ad alta manovrabilità, venne costruito in soli due esemplari a causa del termine della seconda guerra mondiale. I piani di sviluppo prevedevano anche una versione potenziata, designata J7W2 Shinden Kai ed equipaggiata con un motore a getto, ma rimase solo una proposta che non superò mai la fase progettuale.

## Storia

### Sviluppo
Il J7W venne progettato per rispondere ad una specifica emessa dalla Marina imperiale giapponese che prevedeva la fornitura di un nuovo velivolo in grado di contrastare gli attacchi dei bombardieri Boeing B-29 Superfortress dell'USAAF che, soprattutto nell'ultima fase della seconda guerra mondiale, riuscivano a sganciare il loro carico bellico nel cuore del territorio giapponese.
Lo sviluppo del Shinden nasce nel 1943 ad opera del capitano Masaoki Tsuruno, che a capo di un gruppo di ingegneri volle concretizzare una sua intuizione convinto delle potenzialità di un caccia basato sulla configurazione canard. Tsuruno era a conoscenza del lavoro di sviluppo del motore a getto compiuto dall'alleato tedesco ed affascinato dalla nuova tecnologia si convinse che l'abbinamento di un velivolo canard alla propulsione a getto avrebbe realizzato un'insuperabile macchina da combattimento.
Il progetto, inizialmente dotato di una convenzionale soluzione motoelica, venne proposto ai vertici della Marina i quali si dichiararono interessati dando la possibilità a Tsuruno ed al suo staff di dimostrarne la fattibilità e richiedendo la realizzazione di due alianti, ai quali venne assegnata la designazione MXY-6, per valutare le caratteristiche di una simile tecnologia. Dopo la loro costruzione e che i collaudi in volo diedero i risultati sperati venne realizzato un terzo esemplare dotandolo di un piccolo motore da 20 CV per verificarne l'integrità strutturale sottoposta ad uno sforzo di trazione.
Le positive impressioni consentirono di passare alla fase successiva con la costruzione del prototipo che ebbe inizio nel giugno del 1944.
Nel frattempo il decorso del conflitto risultava sempre più a sfavore del Giappone ed i continui bombardamenti statunitensi costrinsero la Marina giapponese a sollecitare la costruzione del nuovo velivolo. L'impellente necessità di contrastare le incursioni nemiche sfociò in un ordine di fornitura mensile di 150 J7W Shinden, 30 affidati alla Kyūshū Hikōki KK e 120 alla Nakajima Hikōki KK, per un totale di 1 086 esemplari da consegnare entro l'aprile del 1946.
Il prototipo riuscì ad essere completato in soli 10 mesi; durante lo sviluppo, per ovviare ad un problema riscontrato nelle prove di rullaggio, vennero aggiunte delle piccole ruote alla base delle derive verticali, per evitare che durante le operazioni di decollo ed atterraggio le pale dell'elica toccassero il terreno rovinandosi.
La sconfitta del Giappone però pose fine allo sviluppo dello Shinden ed il progetto venne interrotto dopo la costruzione di soli due esemplari, dei quali solo il primo riuscì ad essere portato in volo, tre volte, durante i collaudi.

## Descrizione tecnica
Lo Shinden era caratterizzato da un aspetto anticonvenzionale e da soluzioni tecniche per l'epoca all'avanguardia.
La fusoliera, di costruzione interamente metallica, era di sezione ellittica, molto profilata e disegnata attorno all'unico posto di pilotaggio, un abitacolo posizionato sulla parte centrale e chiuso da un tettuccio apribile a scorrimento.
La configurazione alare era canard, con l'ala moderatamente a freccia posizionata nella sezione di coda e gli stabilizzatori orizzontali sul muso del velivolo.
Il carrello d'atterraggio era triciclo anteriore completamente retrattile, l'anteriore, posizionato sotto il posto di pilotaggio retraibile fronte marcia ed i due posteriori, posizionati sotto le semiali, verso l'interno.
L'impianto propulsivo era in configurazione spingente, con il motore, un Mitsubishi Ha-43, collocato all'interno della parte posteriore della fusoliera. L'Ha-43 era un motore radiale a 18 cilindri doppia stella raffreddato ad aria capace di erogare una potenza pari a 2 160 CV (1 589 kW), già adottato dal caccia Mitsubishi A7M, abbinato ad una grande elica a sei pale posta all'apice posteriore del velivolo. Il raffreddamento era garantito da due grandi prese d'aria poste ai lati della fusoliera.
L'armamento era costituito da quattro cannoni Type 5 calibro 30 millimetri, situati nella sezione anteriore della struttura.

## Versioni
J7W
prototipo equipaggiato con motore a pistoni, realizzato in due esemplari.
J7W1
versione di serie equipaggiata con motore a pistoni, mai avviata alla produzione.
J7W2
versione prevista equipaggiata con motore a getto, mai realizzata.

## Utilizzatori
Giappone
- Dai-Nippon Teikoku Kaigun Kōkū Hombu

## Esemplari attualmente esistenti
Il primo prototipo, l'unico che è riuscito a volare, è attualmente esposto al National Air and Space Museum.

## Nella cultura di massa
Una replica è stata creata per conto della Toho per essere utilizzata nel suo 33º film di Godzilla : Godzilla Minus One (2023), dove compare nelle scene finali.

## Velivoli comparabili
Italia
- SAI Ambrosini S.S.4

 Paesi Bassi
- Fokker D.XXIII

 Stati Uniti
- Curtiss-Wright XP-55
- Vultee XP-54

 Svezia
- Saab 21